# 安中中宿の燈篭人形
安中中宿の燈篭人形（あんなかなかじゅくのとうろうにんぎょう）は、群馬県安中市中宿で演じられる操り人形劇。竹の骨組に和紙を張った人形の中に照明を点し、糸で操る人形劇で、1977年5月17日に重要無形民俗文化財に指定されている。

## 概要
燈篭人形は「ガンドウ人形」とも呼ばれ、上演のたびに新造される。大きさは2尺から3尺、胴体は割竹で骨組を作り、張り子の頭と手足をつけ、和紙で作った衣装を着せる。衣装は蝋と菜種油を融かした絵の具で彩色する。人形の胴体中央にガンドウを応用したカンテラが取付けられる。人形は練習用、実演用、焼失時の予備の3組が作られる。背景も紙で作られ、人形と同様の方法で彩色される。
人形には操作のため最大十数本の黒い絹糸がつけられ、舞台上の滑車を介して床下で操作される。舞台の大きさは間口4間、奥行4間半で地上5尺の位置が口上の歩く床となる。
演目は元々中宿の4つの村に1種ずつ伝承されたことから4種あり、「三番叟」「俵小僧の力自慢」「馬乗り小僧の曲芸（曲馬篭抜け）」「安珍・清姫」である。現存する道具などから昔は別の演目も演じられることがあったと考えられている。囃子は笛、太鼓大小、鼓大小である。

## 歴史
口碑によれば明暦2・3年（1656年・1657年）ごろに始められたとされるが、上演に関する最古の記録は、八幡八幡宮宮司・矢口丹波が文化10年（1813年）7月27日の日記に「中宿とふろふあり」と記しているものである。同書には文化13年（1816年）7月27日、天保2年（1831年）7月26日にも上演の記録がある。もとは諏訪神社境内で、同社の7月27日の例祭前後に上演された。明治初年には浅草奥山でも興業したと伝わり、その時の口上書が現存する。明治時代には諏訪神社で何度か上演されたほか、明治29年（1896年）に日清戦争戦勝記念として安中谷津妙光院で上演された。昭和4年（1929年）に諏訪神社で上演されたのを最後に途絶えていたが、昭和25年（1950年）に人形が再発見されたことをきっかけとして、昭和28年（1953年）3月27日に諏訪神社で復活公演が行われた。その後は昭和30年（1955年）の安中小学校での公演で広く全国に知られるようになり、昭和43年（1968年）明治百年記念芸術祭「操り人形の系譜」で東京国立劇場に出演した。
これらの公演で使用された燈篭人形は早稲田大学演劇博物館、王子製紙博物館、安中小学校、群馬県立博物館、東京国立劇場などに寄贈されている。
昭和32年（1957年）4月10日に安中町指定重要無形文化財に、昭和52年（1977年）5月17日に国の重要無形民俗文化財に指定された。